# 81 (število)
81 (ênainósemdeset) je naravno število, za katero velja velja 81 = 80 + 1 = 82 - 1.

## V matematiki
- sestavljeno število.
- deveto kvadratno število {\displaystyle 81=9^{2}}.
- sedemkotniško število.
- Harshadovo število.

## V znanosti
- vrstno število 81 ima talij (Tl).

## Drugo
- 481 pr. n. št., 381 pr. n. št., 281 pr. n. št., 181 pr. n. št., 81 pr. n. št.
- 81, 181, 281, 381, 481, 581, 681, 781, 881, 981, 1081, 1181, 1281, 1381, 1481, 1581, 1681, 1881, 1881, 1981, 2081, 2181
- Hell Angels, 8. in 1. črka označujeta začetnici motoristov in njihovih podpornikov (support 81 itd.)